# Angela Raiola
Angela Joyce "Big Ang" Raiola (30 de junio de 1960 – 18 de febrero de 2016) fue una personalidad de telerrealidad estadounidense. Era sobrina de Salvatore "Sally Dogs" Lombardi (1941–2009), un caporegime ("capo") y narcotraficante de la familia criminal Genovese. Raiola salía con mafiosos y llevaba un estilo de vida opulento.
Raiola protagonizó la serie de telerrealidad de VH1 Mob Wives desde su segunda hasta su sexta y última temporada en 2016. Apareció en su propia serie derivada Big Ang en 2012 y Miami Monkey en 2013. A los 55 años, Raiola murió por complicaciones de cáncer de pulmón y neumonía el 18 de febrero de 2016.

## Vida y carrera

### Arresto en 2001
En mayo de 2001, Raiola fue una de los quince acusados—y posteriormente condenados—por su participación en la operación de narcotráfico, que distribuía crack, cocaína en polvo y marihuana en Brooklyn y Manhattan. Los agentes federales describieron a Raiola como una asociada del cabecilla de la red de narcotráfico, que fue condenado a casi trece años de prisión. Según una declaración jurada de un agente de la DEA y un detective de la NYPD. Raiola vendía la droga desde los bares de Brooklyn en los que trabajaba. El caso contra Raiola y sus coacusados se construyó con la ayuda de conversaciones telefónicas intervenidas, el trabajo de un detective encubierto de la policía de Nueva York que se hacía pasar por narcotraficante y un informante confidencial (CI) que realizaba compras de cocaína bajo las órdenes de los agentes federales. Algunos objetivos de la investigación federal eran asociados de bajo nivel de la familia criminal Colombo. Raiola fue acusadA en mayo de 2001 de seis delitos graves. Además de un cargo de conspiración para distribuir, se le imputaron cinco cargos relacionados con ventas de cocaína que había realizado por separado a CI. En el momento de su detención, el bolso de Raiola contenía catorce bolsitas de plástico con cocaína.
En marzo de 2003, casi dos años después de su detención, Raiola—que estaba en libertad bajo fianza de 100.000 dólares—se declaró culpable del cargo principal de la acusación. En octubre de 2003, fue condenada a tres años de libertad condicional y a cuatro meses de arresto domiciliario. Nueve meses después, en julio de 2004, un juez federal dictó una orden por la que se modificaban las condiciones de la libertad condicional de Raiola. El juez Sterling Johnson Jr. le ordenó que se inscribiera en "un programa de desintoxicación o tratamiento de drogas ambulatorio y/o en régimen de internamiento". Los registros judiciales no indican qué motivó esta orden. De los quince acusados en el caso de las drogas, nueve fueron condenados a libertad condicional. Los otros seis fueron condenados a penas de prisión de entre 33 y 151 meses.

### The Drunken Monkey
En 2007, Raiola abrió un bar en Staten Island, The Drunken Monkey, con su prima SallyAnn Lombardi, que tenía la licencia, pero el bar se vio obligado a cerrar en 2015 debido al pasado de Raiola como delincuente convicto.

### Telerralidad
En 2011, Raiola fue filmada en lo que se convertiría en su irrupción en la telerrealidad, Mob Wives. Hizo su debut como miembro regular del elenco en la segunda temporada del programa, que se estrenó el 1 de enero de 2012. Raiola permanecería como una serie regular para la duración restante de la carrera de la serie, y mientras ella filmó un episodio de reunión el 13 de febrero, ella estaba en el set durante sólo dos horas debido a su enfermedad.

## Vida personal
Raiola nació en Brooklyn, Nueva York.. Tuvo dos hijos, Raquel y Anthony (AJ) Donofrio. Se casó con Neil Murphy en 2009.[cita requerida]
Falleció a los 55 años el 18 de febrero de 2016 debido a complicaciones derivadas de un cáncer de pulmón. En el momento de su muerte, vivía en Ward Hill, Nueva York.

## Filmografía
| Año       | Título                      | Personaje        | Notas                                                       |
| --------- | --------------------------- | ---------------- | ----------------------------------------------------------- |
| 2012—2016 | Mob Wives                   | Ella misma       | Miembro del reparto principal (temporadas 2—6)              |
| 2012—2013 | The Wendy Williams Show     | Ella misma       | Invitada                                                    |
| 2012      | Big Ang                     | Ella misma       | Miembro del reparto principal                               |
| 2013      | Miami Monkey                | Ella misma       | Miembro del reparto principal                               |
| 2013      | Scary Movie 5               | Ama de casa real | Largometraje                                                |
| 2014      | Bethenny                    | Ella misma       | Invitada                                                    |
| 2015      | The Real                    | Ella misma       | Invitada                                                    |
| 2015      | Staten Island Summer        | Ella misma       | Largometraje                                                |
| 2015      | Celebrity Wife Swap         | Ella misma       | Temporada 4, episodio 10                                    |
| 2015      | Couples Therapy             | Ella misma       | Miembro del reparto principal (temporada 6)                 |
| 2015      | David Tutera's CELEBrations | Ella misma       | Temporada 8, episodio 7                                     |
| 2016      | The Dr. Oz Show             | Ella misma       | Invitada; última aparición en televisión antes de su muerte |